# إدغار ك. إليس
إدغار ك. إليس (بالإنجليزية: Edgar C. Ellis)‏ هو محامي وسياسي أمريكي، ولد في 2 أكتوبر 1854، وتوفي في 15 مارس 1947 في الولايات المتحدة. حزبياً، نشط في الحزب الجمهوري. وقد انتخب عضو مجلس النواب الأمريكي.